# Treemapping

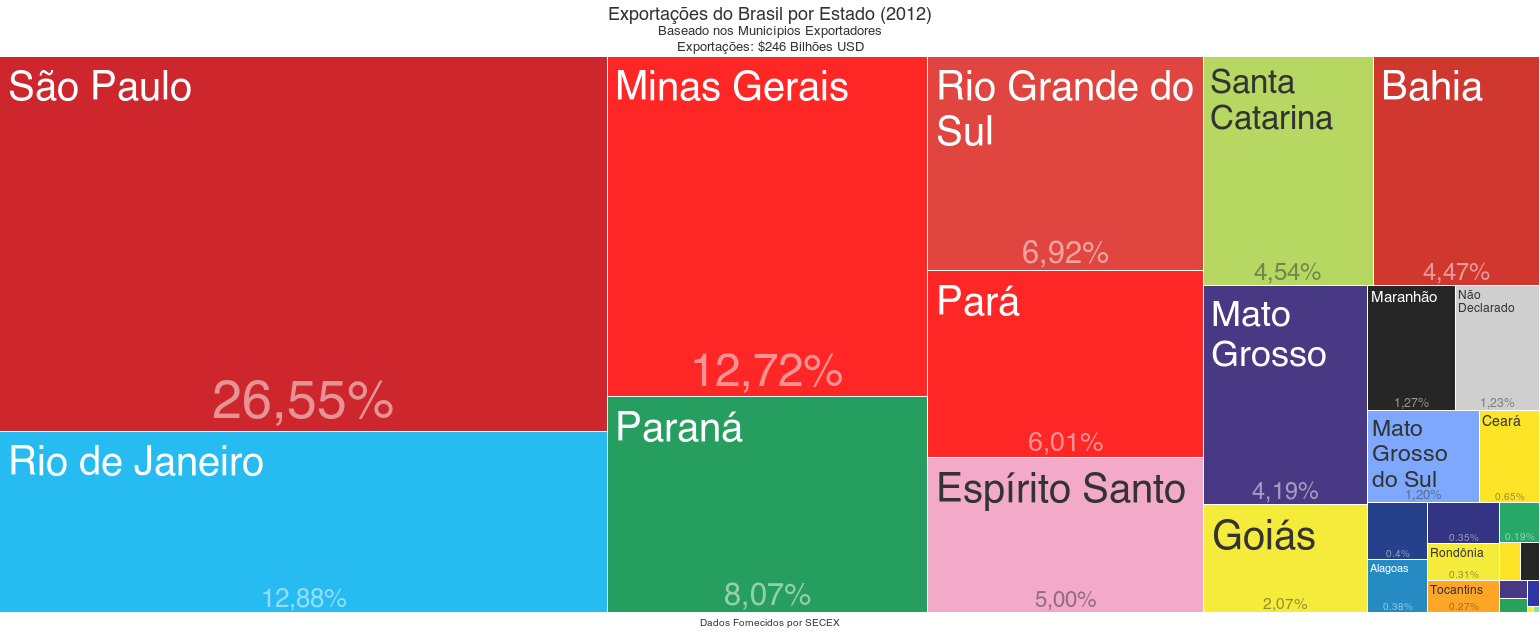
Treemap agrupado por estado das exportações brasileiras em 2012

Em visualização de dados e computação, treemap é uma técnica de visualização para representar dados hierárquicos usando retângulos aninhados.
Treemaps exibem dados hierárquicos (árvore-estruturada) como um conjunto de retângulos aninhados. Para cada ramo da árvore é definido um retângulo, que é, então, preenchido com retângulos menores lado a lado, os quais representam sub-ramos. Cada retângulo tem uma área proporcional a uma dimensão especificada nos dados. Muitas vezes, os ramos são coloridos para mostrar uma dimensão separada dos dados. Como as dimensões de cor e tamanho são correlacionados com a estrutura da árvore (ou do treemap) pode-se, muitas vezes, ver padrões que seriam difíceis de detectar em outras formas de visualização. Uma segunda vantagem do treemapping é que, por construção, eles fazem uso eficiente do espaço. Como resultado, eles podem exibir de forma legível milhares de itens simultaneamente.